# كوري ألبانو
كوري ألبانو (من مواليد 28 يوليو 1975) هو لاعب كرة سلة أمريكي محترف سابق.